# Belliena phalerata
Belliena phalerata là một loài nhện trong họ Salticidae.
Loài này thuộc chi Belliena. Belliena phalerata được Eugène Simon miêu tả năm 1902.